# Carcheto-Brustico
Carcheto-Brustico (korsisch Carchetu è Brusticu) ist eine Gemeinde im französischen Département Haute-Corse auf der Insel Korsika. Sie gehört zum Kanton Castagniccia im Arrondissement Corte. Das Siedlungsgebiet liegt auf 630 Metern über dem Meeresspiegel und besteht aus den Dörfern Colle, Carchetu und Brusticu. Nachbargemeinden sind Pie-d’Orezza, Piedicroce, Stazzona, Carpineto, Piobetta, Carticasi und Piedipartino.

## Bevölkerungsentwicklung
| Jahr      | 1962 | 1968 | 1975 | 1982 | 1990 | 1999 | 2008 | 2012 |
| --------- | ---- | ---- | ---- | ---- | ---- | ---- | ---- | ---- |
| Einwohner | 62   | 47   | 44   | 39   | 19   | 18   | 24   | 28   |

## Sehenswürdigkeiten
- Kirchen Sainte-Marguerite und Saint-Joseph, erstere seit 1976 als Monument historique klassifiziert
- Kapellen San Martinu, San Marcellu und San Bastianu

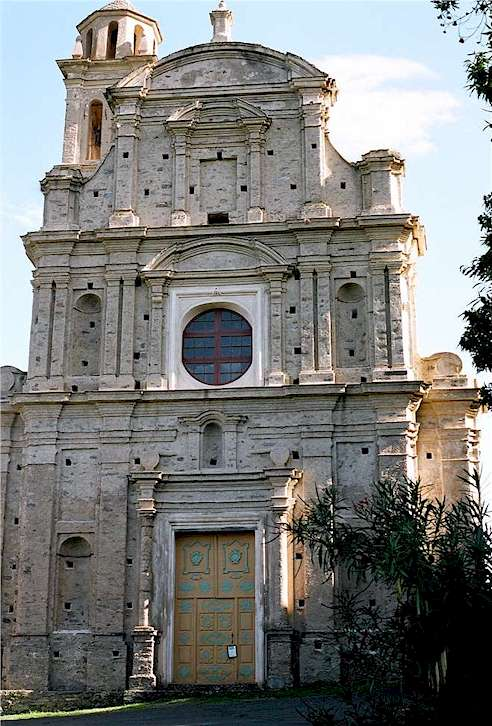
Kirche Sainte-Marguerite